# Randka w ciemno (film 1987)
Randka w ciemno – amerykańska komedia romantyczna z 1987 roku.

## Główne role
- Kim Basinger – Nadia Gates (piękna dziewczyna, której nie wolno stawiać drinków)
- Bruce Willis – Walter Davis (pracoholik, który jednak stawia Nadii alkohol)
- John Larroquette – David Bedford (były chłopak Nadii, wciąż o nią zazdrosny)
- William Daniels – Sędzia Harold Bedford (ojciec Davida, nie przepada za synem)
- George Coe – Harry Gruen
- Mark Blum – Denny Gordon
- Phil Hartman – Ted Davis
- Stephanie Faracy – Susie Davis
- Alice Hirson – Muriel Bedford
- Joyce Van Patten – Matka Nadii
- Jeannie Elias – Sekretarka Waltera
- Herb Tanney – Minister
- Georgann Johnson – Pani Gruen
- Sab Shimono – Pan Yakamoto (bogaty klient, przekonany o tradycyjnej roli kobiety)
- Momo Yashima – Pani Yakamoto (żona powyższego)

## Fabuła
Walter Davis jest pracoholikiem. Całe swoje życie podporządkował pracy. Jego szef nakazuje mu przyjść na kolację służbową z japońskim klientem. Ale musi znaleźć kobietę do towarzystwa. Jego brat Ted umawia go na „randkę w ciemno” z samotną Nadią. Jednocześnie ostrzega go, żeby jej nie podawać alkoholu, gdyż dostaje „małpiego rozumu”. Mimo ostrzeżeń mężczyzna częstuje ją drinkiem.